# David Cancola
David Cancola (* 23. Oktober 1996 in Wien) ist ein österreichischer Fußballspieler.

## Karriere
Cancola begann seine Karriere beim SZ Marswiese. 2004 wechselte er zum First Vienna FC. Zwischen 2005 und 2007 spielte er für den DSV Fortuna 05, ehe er zur Vienna zurückkehrte.
2010 kam er in die Akademie des FK Austria Wien. Mit der U-19-Mannschaft der Austria spielte er in der Saison 2013/14 in der UEFA Youth League. Zur Saison 2014/15 rückte er in den Kader der Amateure auf. Sein Debüt für Austria II in der Regionalliga gab er im September 2014, als er am achten Spieltag jener Saison gegen die SKN St. Pölten Juniors in der 55. Minute für Ercan Kara eingewechselt wurde.
Im Mai 2017 stand Cancola gegen die SV Ried erstmals im Kader der Profis. Sein Debüt für die Profis der Austria gab er im August 2017, als er im Hinspiel des Playoffs der Europa-League-Qualifikation gegen den NK Osijek in der Nachspielzeit für David de Paula ins Spiel gebracht wurde. Im selben Monat debütierte er auch in der Bundesliga, als er am fünften Spieltag der Saison 2017/18 gegen die SV Mattersburg in der Nachspielzeit für Dominik Prokop eingewechselt wurde.
Noch im selben Monat wurde er als Kooperationsspieler an den Zweitligisten SC Wiener Neustadt verliehen. Im Februar 2019 wechselte er zum Bundesligisten TSV Hartberg, bei dem er einen bis Juni 2020 laufenden Vertrag erhielt. In eineinhalb Jahren bei Hartberg kam er zu 39 Bundesligaeinsätzen für die Steirer, in denen er drei Tore erzielte. Nach seinem Vertragsende verließ er den Verein nach der Saison 2019/20.
Daraufhin wechselte er im September 2020 nach Tschechien zu Slovan Liberec. In Liberec kam er in der Saison 2020/21 zu vier Einsätzen in der Fortuna liga. Nach der Saison 2020/21 verließ er Slovan wieder. Daraufhin wechselte er zur Saison 2021/22 nach Schottland zu Ross County. Er verließ den Verein im Juni 2023, nachdem sein Vertrag nach zwei Jahren im Verein ausgelaufen war.
Nachdem er in der regulären Transferphase keinen Verein gefunden hatte, wechselte Cancola Mitte September 2023 nach Griechenland zum Zweitligisten Ionikos Nikea. Für Ionikos absolvierte er zwölf Spiele in der Super League 2. Nach der Saison 2023/24 verließ er den Verein wieder. Im August 2024 wechselte Cancola anschließend zum italienischen Drittligisten Novara Calcio. Für Novara kam er zu sieben Einsätzen in der Serie C. Im Februar 2025 wurde sein Vertrag aufgelöst. Anschließend wechselte er nach Bulgarien zu Erstligist FC Hebar Pasardschik. Für Hebar lief er viermal in der Parwa liga auf, aus der das Team aber abstieg. Daraufhin verließ er den Verein nach der Saison 2024/25 wieder.